# Cavenago d’Adda
Cavenago d’Adda (lombardul: Cavenàgh) település Olaszországban, Lombardia régióban, Lodi megyében. Lakosainak száma 2110 fő (2023. január 1.). Cavenago d’Adda Casaletto Ceredano, Credera Rubbiano, Mairago, Ossago Lodigiano, San Martino in Strada, Turano Lodigiano, Abbadia Cerreto és Corte Palasio községekkel határos.

## Népesség
A település lakossága az elmúlt években az alábbi módon változott:
| Lakosok száma | 2225 | 2229 | 2110 |
|               | 2017 | 2018 | 2023 |